# San Pedro Piedra Gorda
San Pedro Piedra Gorda är en kommunhuvudort i Mexiko.   Den ligger i kommunen Cuauhtémoc och delstaten Zacatecas, i den centrala delen av landet, 500 km nordväst om huvudstaden Mexico City. San Pedro Piedra Gorda ligger 2 047 meter över havet och antalet invånare är 8 297.
Terrängen runt San Pedro Piedra Gorda är kuperad västerut, men österut är den platt. Runt San Pedro Piedra Gorda är det ganska tätbefolkat, med 62 invånare per kvadratkilometer. San Pedro Piedra Gorda är det största samhället i trakten. Omgivningarna runt San Pedro Piedra Gorda är i huvudsak ett öppet busklandskap.